# فندق بابست
فندق بابست (بالإنجليزية: Pabst Hotel)‏ كان مبنى يشغل الطرف الشمالي من الشارع الثاني والأربعين في مانهاتن في نيويورك بين الشارع السابع وبرودواي في ميدان لونغاكر من عام 1899 إلى 1902.
هدم لإفساح المكان للمقر الجديد لصحيفة نيويورك تايمز التي سمي ميدان تايمز سكوير على اسمها.